# Defettibilità
La defettibilità (defeasibility) indica la disapplicazione delle norme giuridiche a seguito del verificarsi di eccezioni implicite (cioè non previste né dalla stessa disposizione né da altre formulazioni).
La norma a condizione semplice " Se C, allora S" diventa quindi " Se C, allora S, a meno che Q, B ecc."
Per rendere inapplicabili le norme giuridiche sotto il profilo di defettibilità bisogna argomentare le eccezioni implicite.

## Storia
Tale concetto è stato sollevato da Herbert Hart, cultore della giurisprudenza della seconda metà del '900.

## Defettibilità applicata ai principi
Premettendo che la defettibilità si applica alle norme giuridiche, c'è chi sosteneva la stessa come applicazione ai principi, come Ronald Dworkin (allievo di Hart, critico del giuspositivismo e iniziatore del neocostituzionalismo), che sosteneva che laddove in un caso giuridico vi fossero conflitti tra norme si sarebbero dovuti bilanciare i principi.